# 東海大学付属大阪仰星高等学校・中等部
東海大学付属大阪仰星高等学校・中等部（とうかいだいがくふぞくおおさかぎょうせいこうとうがっこう・ちゅうとうぶ）は、大阪府枚方市に所在する私立高等学校・中学校。
東海大学の附属学校である。

## 概要
団塊ジュニア世代の進学する1980年代の高校生急増期を控え、大阪府と大阪府私立中学校高等学校連合会（大阪私中高連）が協議し、生徒の受け入れ対策として「1983年度・1984年度には、私立学校も募集定員を増やす」方向で1979年（昭和54年）9月に合意した。
公立・私学とも従来の高校進学率の維持を基本とした上で、私学の高校生受け入れ努力・条件整備に対し、府も助成（へ努力）することが申し合わされており、募集定員増加を検討するよう私中高連から各私学へ要請した。これを受けて、学校法人東海大学が高校新設の設置届を大阪府に提出。1983年（昭和58年）3月24日に認可され、4月13日に第1回入学式が行われた。
この時、仰星と同じく高校生受け入れ対策として、大阪産業大学高等学校大東校舎（現・大阪桐蔭高等学校）と浪商高等学校高槻学舎（現・大阪青凌高等学校）と帝塚山学院泉ヶ丘高等学校が同じく4月に、金光第一高等学校（現・金光大阪高等学校）と関西創価高等学校が1982年に、初芝高等学校富田林学舎（現・初芝富田林高等学校）と四天王寺国際仏教高等学校（後の四天王寺羽曳丘高等学校、2019年に廃校）が1984年に新設されている。
設置目的から長らく府立高の併願受験校となっており、上原浩治も、学力的に（兄 の進学した）大阪府立寝屋川高等学校に届かなかったため仰星に進んだと両親が著書 で述べている。
そのため、魅力を向上すべく1996年（平成8年）中等部を併設。中高一貫校として中高一貫教育を掲げたり、東海大学へ入学しやすい「東海コース」を設置したりしている。

### 東海大学へ進学に注力
付属校として「東海大学への進学者の増加を図るため、早い段階から教育の連続性を見据えた接続教育の取り組み」を実施しており、「（東海）大学の特徴や良さを理解させ、各学部への入学を見越した進学指導」を行っており、毎年6月～7月に高校1年～2年生と保護者を対象に、東海大学学園全体説明会も開いている。
2020年（令和2年）度の場合、卒業生366名のうち48名（約13%）が進学。学校側は、東海大学への進学に注力しているが「地理的なこともありあまり多くはない」のが現状である。

### 『仰星』由来、「大阪」追加
東海大学の建学の精神として、創立者の掲げた四つの言葉の一つ〝汝の希望を星につなげ〟 に由来して、星を仰ぐとの意味から『仰星』と名付けられた。また、星を象徴とした星を仰ぐ像も校内にある。2006年（平成18年）頃、校地のある市名「枚方」や府名「大阪」を入れる改名案が浮上していた
。
なお、他の付属校は2012年、第二高等学校を東海大学付属熊本星翔高等学校に改称したのを皮切りに、番号順から順次地名入に変更しており、遅まきながら2018年（平成30年）4月「大阪仰星」に改称した。

## 沿革
下記は主な年表だけ掲載。詳細な内容は公式サイトに掲載されている。

### 年表
- 1983年（昭和58年） - 3月24日、「東海大学付属仰星高等学校」設置を認可される。4月13日、第1期校舎竣工。開校、第1回入学式を挙行
- 1984年 - 3月1日、第2期校舎と体育館竣工
- 1985年 - 4月1日、「普通コース」「特設コース」設置。普通コースを2学年より東海、一般の2コースに分離
- 1987年 - 3月10日、第3期食堂兼研修棟竣工。「星を仰ぐ青年の像」除幕式挙行
- 1992年（平成4年） - 9月1日、全館空調設備完備
- 1993年 - 10月15日、部室棟2階・展示室・第2応接室が竣工。10月30日、創立者松前重義（大学の元総長）胸像除幕式
- 1996年 - 3月25日、「東海大学付属仰星高等学校中等部」設置認可。4月1日、高校の普通コースを3学年より東海、一般の2コースに分離。4月9日、中等部が開校。校舎・講堂竣工
- 1999年 - 4月1日 - 普通コースに選抜クラス設置
- 2001年 - 4月1日 - 普通コース3学年の東海、一般コース廃止
- 2002年 - 4月1日 - 中等部に英数特進コース・総合進学コース設置
- 2018年 - 4月1日、校名に「大阪」を加え、「東海大学付属大阪仰星高等学校」「東海大学付属大阪仰星高等学校中等部」と改称

## 基礎データ

### 生徒数
高校約1100名(2019年4月現在）、中学約300名で男性が多い（2020年4月現在）

### 交通アクセス

#### 鉄道
- 村野駅下車 徒歩10分

朝の通学時間帯に、仰星の中高生の乗り降りの影響で「駅に相当な混雑が生じる」と大阪府議会で問題視された。
なお、高槻駅と学園前駅よりスクールバスが運行されている。

## 授業
高校・中等部とも「英数特進コース」「総合進学コース」の2コースがある。

## 部活動
- ラグビー部 - 15人制で8回（全国高校ラグビー6回・選抜2回）、7人制で3回（高校セブンズ1回、全国高校7人制2回）の全国制覇。2015年（平成27年）度には「選抜」「7人制」「全国高校ラグビー」の3冠（史上2校目）。
- 硬式野球部 - 選抜高等学校野球大会に2回出場（1996年春〈第68回〉、2000年春〈第72回〉）。
- サッカー部 - インターハイ2回（1991年平成3年、2006年平成18年）、全国高校サッカー5回出場（第69回、第80回、第83回、第91回、第95回＝第3位）。
- 吹奏楽部 - 全日本吹奏楽コンクール4回（2019年度・2021年度・2022年度・2023年度)、 全日本マーチングコンテスト1回（2021年度)、全日本高等学校吹奏楽大会in横浜1回（2001年度）、全日本アンサンブルコンテスト4回（2010年度・2012年度・2015年度・2021年度）、全日本高等学校選抜吹奏楽大会1回（2022年度）、日本管楽合奏コンテスト1回（2022年度）出場。

そのほか、空手道部が全国高等学校選抜空手道大会に、陸上部が全国高等学校陸上競技大会に、剣道部が全国高等学校選抜大会に、放送部がNHK杯全国高校放送コンテストに出場している。

## 学校行事

### 東海大学学園オリンピック
付属校の中高生を対象に、才能の成長支援などを目的に学校法人東海大学が実施する全国イベント。14付属高の場合、文化8部門（国語・数学・英語・理科・音楽・造形・ディベート・知的財産）とスポーツ大会9競技で、東海大学の様々な施設を利用して教職員と一体となって行われる。スポーツの場合1,700人が参加。大阪仰星から剣道部や陸上競技部、柔道部、女子バレーボール部、ソフトテニス部などが参加している。

### 星河祭
模擬店や展示等を2日間にわたり各クラスで行う文化の部と。中高合同で行う体育の部がある。

### 研修旅行
高校は4コースから1つ選択（沖縄本島、石垣島、西表島コースは5日間、その他は10日間。）。
- 沖縄本島、石垣島、西表島コース
- ドイツコース
- オーストラリアコース
- ハワイコース

中等部は次の通り。
- 1年生‥静岡県(2泊3日)
- 2年生‥マレーシア(3泊4日)
- 3年生‥ハワイ(8泊10日)

## 入学試験
「生徒募集対策室」という名称で広報を兼ねた担当部署がある。
高校入試の募集人員200名（英数特進コース40名、総合進学コース160名。2021年（令和3年）度の場合）。ほかに中等部から約120名が内部進学する。
2015年（平成27年）度の場合、受験者数701名（回し合格分含む）で内訳は併願受験440名、専願（私立専願）受験261名。最終的に382名が入学した。なお、府立高に不合格となった後に入学手続きを行う「併願戻り率」は英数特進18%、総合進学14%だった。

## 不祥事

### 野球部で暴力、部長・監督が謹慎
1995年（平成7年）5月に野球部に所属の生徒が寮内で暴力事件を起こした。加えて、大阪府高野連への報告も遅れたため、部長と監督が謹慎処分になった。
いじめ暴力には、9期生の上原浩治（元メジャーリーガー。元読売ジャイアンツプロ野球選手）も上級生の暴力で肋骨を折られる被害に遭い、上下関係の厳しさに野球をやめようと思ったと述べている。

### 必修科目の履修を装う履修漏れ
2006年（平成18年）高校3年生の理科の選択必修科目で履修漏れが発覚。少なくとも2003年度から続いていた。化学と物理の基礎を扱う「理科総合A」「化学I」（2単位）を履修するはずが、「化学」（4単位）として実施。生徒に「理科総合A」の教科書も購入させなかった。なお、仰星と同様に、大阪産業大学附属高等学校や阪南大学高等学校、大阪学芸中等教育学校、清風高等学校、四天王寺羽曳丘高等学校、香里ヌヴェール学院高等学校でも未履修が発覚した。

## 著名な出身者

### 野球
- 石田隆司
- 上原浩治
- 建山義紀
- 小坂勝仁
- 長田孝幸
- 小野真悟
- 中村光雄
- 橋爪大佑
- 松坂健太
- 吉田侑樹

### ラグビー
- 芦田一顕
- 新井慶史
- 池田悠希
- 稲橋良太
- 井波健太郎
- 岩本亮
- 上野隆太
- 宇薄岳央
- 薄田周希
- 大畑大介
- 大塚憂也
- 大東功一
- 長田智希
- 織田己知範
- 香川凜人
- 加藤凌悠
- 河瀬諒介
- 岸岡智樹
- 北出卓也
- 木津武士
- 木下剛
- 小原政佑
- 近藤英人
- 近藤雅喜
- 佐藤貴志
- 下良好純
- 近藤翔耶
- 島田久満
- 庄司拓馬
- 正面健司
- 高島來亜
- 谷昌樹
- 谷口祐一郎
- 谷口宜顕
- 豊田真人
- 中孝祐
- 永井達啓
- 中川昌彦
- 中野幹
- 中村大治郎
- 何松健太郎
- 西川征克
- 西川壮一
- 新田浩一
- 根塚洸雅
- 野口大輔
- 野口竜司
- 野中健吾
- 野中翔平
- 橋本皓
- 林大成
- 人羅奎太郎
- 巴山凌輔
- 福本翔平
- 藤井拓海
- 前川鐘平
- 前田翔
- 松島鴻太
- 松木勇斗
- 眞野泰地
- 松延泰樹
- 緑川昌樹
- 宮田一馬
- 宮田拓哉
- 武藤ゆらぎ
- 百地龍之介
- 森脇秀幸
- 安井拓馬
- 安井龍太
- 安岡大貴
- 山口浩平
- 山田生真
- 山中亮平
- 山本耀司
- 湯浅大智(同校監督）
- 湯本睦
- 米村龍二
- 吉田朋生
- 吉田大亮
- 和田悠一郎

### サッカー
- 面矢行斗
- 大崎航詩
- 海本慶治
- 海本幸治郎
- 川崎一輝
- 河野大星
- 轟奈都子
- 中村伸
- 藤春廣輝
- 松山大輔

### 柔道
- 松尾徳子
- 古根川実
- 内村光暉
- 内村秀資
- 中村雄太

### 芸能
- 川口清行 -元ロシアンモンキー
- 中須智一 - 怪獣
- 酒井茉耶 - アナウンサー
- 髙橋真弓 - ミュージシャン
- 柳川真菜 - タレント
- 優香りこ - 元宝塚歌劇団

### その他
- 岡田祥吾
- 田川幹太
- 大下智
- 斎藤アレックス
- CHEHON

## 著名な教職員・関係者
- 山崎諭（元校長）
- 土井崇司（ラグビー部元監督）